# 魯本·席耶拉
魯本·安海爾·席耶拉·賈西亞（西班牙語：Rubén Angel Sierra García，1965年10月6日—），為前美國職棒大聯盟的外野手。他生涯曾效力過遊騎兵、運動家、洋基、老虎、紅人、藍鳥、白襪、水手與雙城等隊。1999年，席耶拉和印地安人簽下小聯盟約，不過他在2000年春訓結束後被釋出。

## 職業生涯
1982年11月，17歲的席耶拉加盟遊騎兵。1986年6月1日，席耶拉登上大聯盟。他在大聯盟第二個打席就敲出全壘打，成為遊騎兵隊史首位首安即首轟的打者。這年他的打擊率為2成64，並敲出16轟與55分打點。
1989年，席耶拉敲出29轟與119分打點，拿下美聯打點王。這年他在MVP票選上拿下第二名，並順利獲得銀棒獎。1992年8月，遊騎兵將席耶拉交易到運動家，換來荷西·坎塞柯。
1995年，運動家將席耶拉交易到洋基，換來Danny Tartabull。1995年，他幫助洋基睽違14年打進季後賽。1996年季中，他和Matt Drews一同被交易到老虎，換來Cecil Fielder。之後席耶拉成為棒球浪人，先後待過紅人、藍鳥與白襪。2000年，席耶拉回到遊騎兵，並在2001年獲得美聯東山再起獎。2002年，他在水手打了一年後，在2003年再度回到遊騎兵。2004年，席耶拉再度加入洋基，並敲出17轟。
2004年美國聯盟分區賽第四場，席耶拉在球隊落後3分的情況下敲出3分砲。最後洋基成功拿下逆轉勝，並挺進下一輪。不過他在美聯冠軍賽成為最後一個出局數，紅襪也完成先輸三場再贏四場的創舉。2005年，席耶拉受到傷勢影響，整季僅敲出4轟。2006年，他和雙城簽下小聯盟合約，之後在7月10日被球隊釋出。8月，席耶拉加盟大都會，不過他並未在大聯盟出賽。
2007年1月，席耶拉和大都會續約，並受邀參加春訓。不過他後來在3月20日向球隊自請離隊，結束大聯盟生涯。

## 生涯打擊成績
| 出賽次數 | 打席 | 打數 | 得分 | 安打 | 二安 | 三安 | 全壘打 | 打點 | 盜壘 | 保送 | 三振 | 打擊率 | 上壘率 | 長打率 | OPS  |
| -------- | ---- | ---- | ---- | ---- | ---- | ---- | ------ | ---- | ---- | ---- | ---- | ------ | ------ | ------ | ---- |
| 2186     | 8782 | 8044 | 1084 | 2152 | 428  | 59   | 306    | 1322 | 142  | 610  | 1239 | .268   | .315   | .450   | .765 |

## 外部連結
- 球員資訊和成績在MLB，ESPN，Baseball-Reference，Fangraphs（英文）
- 魯本·席耶拉在台灣棒球維基館上的頁面（繁體中文）